# Dan Ashbel
Dan Ashbel (* 1949 in Tel Aviv) ist ein israelischer Diplomat und ehemaliger Botschafter in Wien.

## Leben
Dan Ashbel studierte Geografie und Englische Literatur und machte seinen Master in Politikwissenschaft mit Schwerpunkt Naher Osten an der Universität Haifa. 1975 trat er in den Dienst des Außenministeriums ein. In den Jahren 1978 bis 1983 arbeitete Ashbel als Presse- und Kulturattaché in Bonn. Am 2. Dezember 1982 war Ashbel von der Evangelischen Studentengemeinde Marburg zu einem Vortrag eingeladen worden. Die Veranstaltung wurde Ziel einer Störaktion, bei der Ashbel als "'Schlächter'" und "'Mörder'" beschimpft wurde. Die Störaktion wurde der politischen Linken zugeordnet. Ab 1989 war Ashbel drei Jahre lang Presseattaché an der israelischen Botschaft in London, wobei er zuvor von 1986 bis 1989 als Botschaftsrat bei der israelischen Botschaft in Österreich gearbeitet hat.
Zwischen 1989 und 1992 war er Botschaftsrat und Sprecher in der israelischen Botschaft in London. Im Anschluss während 1994 bis 1996 war er Ausbilder in Israels College für Nationale Sicherheit. Außerdem arbeitete Ashbel von 1997 bis 2000 im Amt des Generalkonsuls in Philadelphia. Von März 2005 bis Oktober 2009 lebte er als israelischer Botschafter in Wien. Sein Nachfolger in diesem Amt ist Aviv Shir-On. Von Juli 2006 bis 2009 war Ashbel ebenfalls in Slowenien akkreditiert. Anschließend fungierte er von 2011 bis 2016 als Botschafter in Finnland und war dabei auch für Estland akkreditiert.
Dan Ashbel ist verheiratet und Vater von drei Kindern.

## Positionen im Außenministerium
Der Diplomat war vor seiner Ernennung zum Botschafter in Wien zuletzt Leiter der Abteilung der europäische multilaterale Institutionen und israelischer Koordinator für die Euro-Mediterrane Partnerschaft (Euromed) im israelischen Außenministerium gewesen.
Ebenfalls war er Leiter des Büros des Direktors des Instituts für politische Forschung, Stellvertreter des Pressesprechers, verantwortlich für das israelische Kooperationsprogramm mit den Zentralasiatischen Staaten und Direktor der Schulungsabteilung und der Europa II Abteilung.